# 이감 (삼국지)
이감(李堪, ? ~ 211년)은 중국 후한 말 관중 일대의 세력가로 하동군 사람이다. 관중십장 중 한 명이었으며 조조에게 저항하다가 죽었다.

## 생애
흥평의 난 동안 천여 가를 아울렀고,부곡을 이끌고 장안으로 넘어와 동탁이 쌓은 성채에 기거하였다.
211년(건안 16년) 조조의 한중을 향한 기동에 위협을 느끼고 마초, 한수 등 다른 관중의 세력들과 힘을 합쳐 동관(潼關)으로 진격하였다. 조조가 질질 시간을 끌자 해이해진 데다 이간계까지 당해 한수와의 사이가 벌어졌다. 그 틈을 노린 조조의 총공격에 대패하였고 이감은 목숨을 잃었다.

## 삼국지연의
사서가 아닌 소설 《삼국지연의》에서는 한수의 수하팔부 중 한 명으로 등장한다. 길어지는 조조와의 전투에 일단 휴전하여 겨울을 보내고 봄에 다시 작전을 세우자고 제안한다. 조조는 이를 거짓으로 허락하는 한편 이간계를 구사해 마초가 한수를 죽일 듯 의심하게 만든다. 한수는 어쩔 수 없이 조조와 손잡고 마초를 치기로 한다. 이를 눈치챈 마초가 한수의 막사에 난입하자 후선, 이감, 양흥, 마완, 양추가 같이 맞서는데 마완과 양흥은 죽고 세 장수는 달아난다. 마초는 이감을 추격하는데 우금이 그 뒤에서 화살을 쏜다. 마초가 소리를 듣고 피하면서 그 앞에 있던 이감이 맞아 죽는다.

## 참고 문헌
- 《위략》 ; 배송지 주석, 《삼국지》8권 위서 제8 장로에서 인용
- 《삼국지》1권 위서 제1 무제 조조